# Charles de Royrand
Charles Aimé de Royrand de La Roussière, né le 14 mars 1726 à Saint-Fulgent et mort le 5 décembre 1793 à Baugé, est un militaire français et un chef royaliste de la guerre de Vendée.

## Biographie
Charles Aimé de Royrand de La Roussière naît le 14 mars 1726 à Saint-Fulgent. Il est l'un des trois fils de Charles Samuel de Royrand et de Louise Jacquette Sageot, tous prénommés Charles. Les deux autres frères sont Charles Louis et Charles Augustin. Un quatrième fils, René François, est né en 1735. Charles Aimé rejoint le régiment de Navarre, puis le régiment d'Armagnac. Il prend alors part à la guerre de la Conquête, pendant la guerre de Sept Ans, puis à de la guerre d'indépendance américaine. Capitaine-major et chevalier de Saint-Louis, il se retire du service en 1779.
Lorsque la guerre de Vendée éclate en mars 1793, Royrand prend la tête des insurgés de la région de Saint-Fulgent. Les insurgés de l'est du département de la Vendée sont les premiers à adopter une organisation militaire. Dès le mois de mars, ils forment un rassemblement qui prend le nom d'« Armée catholique » ou d'« Armée Catholique-Royale » et Charles de Royrand est désigné comme général en chef. Son second est Louis Sapinaud de La Verrie.
Le 19 mars, Royrand repousse les troupes républicaines à la bataille de Pont-Charrault.
Le 4 avril, l'armée de Royrand prend le nom d'« Armée du Poitou et du Centre ». Le 30 avril, elle s'unit avec l'armée d'Anjou pour former l'Armée catholique et royale. Celle-ci est divisée en trois branches, dont une, l'armée du Centre, est sous le commandement de Royrand.
Au cours de l'été, Royrand subit trois échecs devant Luçon, dont il essaye vainement de s'emparer. 
Lors de la virée de Galerne, Royrand commande l'une des cinq divisions de l'armée vendéenne,. Blessé à la bataille d'Entrammes ou au siège de Granville, il succombe à ses blessures le 5 décembre 1793, à Baugé. Son corps est enterré à Sermaise.
Dans ses mémoires, la marquise Victoire de Donnissan de La Rochejaquelein le qualifie de « vieux militaire, plein de mérite et de loyauté ».